# Enno II della Frisia orientale
Enno II della Frisia orientale (1505 – Emden, 24 settembre 1540) fu conte della Frisia orientale dal 1528 alla propria morte.

## Biografia
Enno II era figlio di Edzardo I della Frisia orientale ed egli gli succedette alla morte di questi nel 1528 associato al fratello Giovanni I. Tra i due fratelli si accese fin dall'inizio un conflitto fondamentalmente di natura religiosa in quanto Enno era luterano, mentre Giovanni era rimasto cattolico.
Enno II ad ogni modo era fermamente determinato a prevalere sul fratello con il proprio modo di condurre lo stato e fu così che preferì rinunciare ad acquisire Jever venendo meno al contratto di matrimonio siglato per lui da suo padre che aveva previsto che entrambi i fratelli avrebbero sposato le eredi della signoria di Jever per espandere i territori della contea della Frisia orientale. Venendo meno al contratto, Enno II offese grandemente la sua promessa, Maria di Jever, la quale divenne successivamente una delle sue più strenue oppositrici e fece di tutto per impedire che alla di lei morte la città cadesse nelle mani dei conti della Frisia orientale, passando invece agli Oldenburg attraverso altri legami matrimoniali.
Enno sposò invece Anna di Oldenburg (1501–1575), occupandosi ad ogni modo poco degli affari di stato. Egli si avvalse di Balthasar Oomkens von Esens come governatore per la regione di Harlingerland, il quale però governò in maniera aggressiva, minacciando di attirarsi l'odio della popolazione e compromettere la sicurezza interna dello stato. Per questo Enno II dovette sollevarlo dal proprio incarico nel 1530, ma egli decise di ritornare e con l'aiuto del duca di Gheldria devastò la Frisia orientale. Enno venne così forzato a riconoscere nuovamente Balthasar quale governatore della regione di Harlingerland.
Sotto l'aspetto dei contrasti religiosi d'inizio Cinquecento, Enno giocò un ruolo importante per la diffusione del luteranesimo nella sua regione, attaccando e confiscando i beni di molte abbazie e monasteri cristiani della sua area di modo da incrementare i propri possedimenti e finanziare la guerra in corso.
Enno morì all'età di 35 anni ed essendo ancora i suoi figli in età non adatta a succedergli al trono la reggenza venne tenuta da sua moglie Anna di Oldenburg, protestante, che lottò strenuamente col cognato Giovanni I che pretendeva di ottenere il trono che era stato del fratello nell'attesa che i figli di questo passassero all'età adulta.

## Matrimonio e figli
Enno II sposò Anna di Oldenburg e la coppia ebbe i seguenti figli:
- Elisabetta (10 gennaio 1531 - 6 settembre 1555), sposò nel 1553 il conte Giovanni V di Schaumburg-Pinneberg;
- Edzardo II, conte della Frisia orientale, (24 giugno 1532 - 1º settembre 1599);
- Edvige (29 giugno 1535 - 4 novembre 1616), sposò l'8 ottobre 1562 il duca Ottone II di Brunswick-Harburg;
- Anna (3 gennaio 1534 - 20 maggio 1552);
- Cristoforo (8 ottobre 1536 - 29 settembre 1566);
- Giovanni II, conte della Frisia orientale, (29 settembre 1538 - 29 settembre 1591).